# John Turek
John Turek (ur. 19 lutego 1983 w Council Bluffs) – amerykański koszykarz występujący na pozycjach silnego skrzydłowego lub środkowego.
John jest wychowankiem uniwersytetu Nebraska, gdzie w swoim ostatnim sezonie w NCAA notował średnio 8 punktów, 5 zbiórek i 1,3 bloku w każdym spotkaniu. Po skończeniu uczelni przeniósł się do ligi holenderskiej gdzie występował w zespole Omniworld Almere (średnio 17 punktów, 10 zbiórek w ciągu 30 minut gry) i Hanzevast Capitals Groningen (7,9 punktu i 10,6 zbiórki w 33 minuty), w 2006 roku wystąpił w meczu gwiazd ligi holenderskiej. Następnie, na sezon 2007/2008, przeniósł się do Belgii do drużyny Optima Gent, gdzie wzbogacał konto swojego zespołu o 13 punktów, a ponadto - był drugim zbierającym (10,6 zbiórki w meczu) i trzecim blokującym (1,4 bloku w meczu) w lidze. Największym atutem Johna Turka jest walka na tablicach, oraz skuteczność w blokowaniu rywali. W sezonie 2008/2009 bronił barw Turowa Zgorzelec.
W sierpniu 2015 roku zakończył karierę zawodniczą.

## Osiągnięcia
Drużynowe
- Wicemistrz Polski (2009, 2012)
- Zdobywca pucharu:
  - Polski (2012)
  - Holandii (2011)

Indywidualne
- I piątka PLK według dziennikarzy (2012)[2]
- Uczestnik meczu gwiazd ligi holenderskiej (2006)
- Lider ligi niemieckiej w blokach (2010)

## Statystyki podczas występów w PLK
| Sezon     | Drużyna | M  | S5 | MPG  | FG% | 3P% | FT% | RPG | APG | SPG | BPG | PPG  |
| --------- | ------- | -- | -- | ---- | --- | --- | --- | --- | --- | --- | --- | ---- |
| 2008/2009 | Turów   | 40 | 39 | 18,9 | 59% | 0%  | 62% | 4,5 | 0,8 | 0,6 | 1,2 | 8,2  |
| 2011/2012 | Trefl   | 48 | 47 | 25,7 | 58% | 33% | 62% | 7,4 | 0,7 | 0,6 | 0,9 | 14,1 |
| 2014/2015 | Rosa    | 34 | 30 | 21,8 | 49% | 33% | 60% | 6,2 | 0,8 | 0,7 | 0,6 | 11,0 |